# Aujac (Gard)
Aujac é uma comuna francesa na região administrativa de Occitânia, no departamento de Gard. Estende-se por uma área de 16,47 km². Em 2010 a comuna tinha 186 habitantes (densidade: 11,3 hab./km²).